# Jatropha tehuantepecana
Jatropha tehuantepecana är en törelväxtart som beskrevs av J.Jiménez Ram. och A.Campos Vilb.. Jatropha tehuantepecana ingår i släktet Jatropha och familjen törelväxter. Inga underarter finns listade i Catalogue of Life.